# Formiguères
Formiguères (catalansk: Formiguera) er en by og kommune i departementet Pyrénées-Orientales i Sydfrankrig.

## Geografi
Formiguères ligger 90 km vest for Perpignan. Nærmeste byer er mod nord Puyvalador (5 km), mod nordøst Réal (4 km) og mod syd Matemale (4 km).

## Demografi

### Udvikling i folketal
| 1962                                                              | 1968 | 1975 | 1982 | 1990 | 1999 | 2007 | 2011 | 2007 |
| ----------------------------------------------------------------- | ---- | ---- | ---- | ---- | ---- | ---- | ---- | ---- |
| 353                                                               | 370  | 313  | 312  | 357  | 434  | 437  | 414  | 479  |
| Tal fra og med 1962 er uden dobbelttælling (sans doubles comptes) |      |      |      |      |      |      |      |      |